# Shōjo Friend
Shōjo Friend (少女フレンド?, Shōjo Furendo) era una rivista giapponese di manga shōjo pubblicata dalla Kōdansha a partire dal 1962 per un pubblico di ragazze adolescenti. La Shōjo Friend è considerata il successore di Shōjo Club. Nel 1963, la Shūeisha ha iniziato la pubblicazione della Margaret, e le due riviste sono diventate subito grandi avversarie nelle vendite. La Shogakukan ha invece creato lo Shōjo Comic nel 1968 per entrare in competizione con le altre riviste.
Nella Shōjo Friend sono state pubblicate famose serie come Haikara-san ga Tōru (di Waki Yamato) e Seito Shokun! (di Yōko Shōji), ma ciò non è servito ad evitare alla rivista l'inizio del fallimento, che lo ha portata ad una cadenza quindicinale e, successivamente, mensile.
L'ultima pubblicazione fu quella del settembre 1996, e ciò sorprese molti fan, in quanto la rivista era comunque la terza in ordine di vendite, dopo la Nakayoshi e la Ribon. Le serie pubblicate in quell'uscita furono continuate nella Dessert e nella The Dessert come speciali nel 1999.

## Manga pubblicati
- Akane-chan (Tetsuya Chiba)
- Haikara-san ga Tōru (Waki Yamato)
- Misokkasu (Tetsuya Chiba)
- Ribbon no kishi (Osamu Tezuka)
- Seito Shokun! (Yōko Shōji)